# Бутинь (село)
Бутинь — село в Одинцовському міському окрузі Московської області Росії. Розташоване на лівому березі річки Бутиньки (лівої притоки річки Десни), на 49-му кілометрі Мінського шосе.

## Історія
Історія Бутині тісно пов'язана з розташованим неподалік селом Великі Вязьоми. Судячи з грамоти 1504 року, тут було село Марцонковське, в якому жили «числяки», спеціальні люди, які обслуговували збір князівських податків. В кінці XVI століття в верхів'ях річки Бутиньки розташовувався присілок села Нікольського, який складався з восьми селянських дворів, при яких була дерев'яна церква Миколи Чудотворця.
Смутний час нанесло серйозний удар цьому селищу, і писчий опис 1631 року відзначає тут лише пустку. Пізніше село відродилося знову і, назване за іменем річки поруч Бутинню, входило до складу Вяземської вотчини. Згідно з «Економічних приміток» до генерального межування кінця XVIII століття, село Бутинь на лівому березі річки Бутиньки складалося з трьох дворів, де проживало 18 чоловіків та 24 жінки, а її власником значився князь Микола Михайлович Голіцин. Селяни переубвали на оброку.
За даними 1851 року село Бутиня належало князю Борису Дмитровичу Голіцину та в його чотирьох дворах проживало 19 чоловіків і 20 жінок, тобто в середньому по 10 душ на двір. На 1890 рік тут зафіксовано 49 жителів. Перепис 1926 року відзначив в селі 20 господарств і 121 жителя. Була початкова школа. Через шість десятиліть, за даними 1989 року в Бутині налічувалося 25 господарств і 38 постійних жителів.
З 2006 по 2019 рік село входило до складу міського поселення Голіцине Одінцовського району.
На території Бутині є два колишніх піонерських табора, які перестали бути такими в 1990-і роки.

## Відомі уродженці
В селі народився творець Фонду боротьби з корупцією Олексій Навальний.